# Макушенко Микола Олександрович
Микола Олександрович Макушенко (1922, місто Миколаїв, тепер Миколаївської області — ?) — український радянський партійний діяч, голова Херсонського облвиконкому. Кандидат у члени ЦК КПУ в 1966—1971 р. Депутат Верховної Ради УРСР 6—7-го скликань. Кандидат біологічних наук.

## Біографія
Народився у родині робітника. У 1944 році закінчив Московський зоотехнічний інститут.
У 1944—1946 р. — старший мисливствознавець Балхаського державного ондатрового господарства Казахської РСР.
У 1946—1949 р. — навчання в аспірантурі Московського хутрового інституту, по закінченню якої захищає дисертацію на науковий ступінь кандидата біологічних наук.
Член ВКП(б) з 1948 року.
У 1949—1952 р. — асистент, доцент, завідувач кафедри зоології, декан біологічного факультету Чернівецького державного університету. У 1952—1955 р. — доцент кафедри захисту рослин Херсонського сільськогосподарського інституту імені Цюрупи.
У 1955 — травні 1961 р. — голова колгоспу імені 40-річчя Жовтня село Станіслав Білозерського району Херсонської області.
У 1961—1962 р. — заступник голови виконавчого комітету Херсонської обласної ради депутатів трудящих. У 1962 — січні 1963 р. — 1-й заступник голови виконавчого комітету Херсонської обласної ради депутатів трудящих. Одночасно, у 1962 — січні 1963 р. — начальник Херсонського обласного управління виробництва і заготівель сільськогосподарських продуктів.
У січні 1963 — грудні 1964 р. — голова виконавчого комітету Херсонської сільської обласної ради депутатів трудящих. У грудні 1964 — березні 1969 р. — голова виконавчого комітету Херсонської обласної ради депутатів трудящих.
Потім — на науковій роботі. У 1977—1980 р. — директор Українського науково-дослідного інституту тваринництва степових районів «Асканія-Нова» Херсонської області.

## Нагороди
- орден Трудового Червоного Прапора
- ордени
- медалі